# 서식스 공작 해리
서식스 공작 해리(영어: Prince Harry, Duke of Sussex, 1984년 9월 15일~)는 영국의 왕가 일원이다. 찰스 3세와 웨일스 공비 다이애나 사이에서 차남으로 태어났다. 엘리자베스 2세와 에든버러 공작 필립의 손자이다. 형은 웨일스 공 윌리엄이다. 현재 영국 왕위 계승 순위 제5위이다. 공식 호칭은 "His Royal Highness Duke of Sussex"이지만, 영어권에서는 공식 및 비공식 석상을 불문하고 해리 왕자(Prince Harry)라고 불리는 경우가 많다.
2013년 7월 22일 형 케임브리지 공작 윌리엄과 형수 케임브리지 공작부인 캐서린 사이에서 케임브리지 공자 조지가 태어나고, 2015년 5월 2일 케임브리지 공녀 샬럿, 2018년 4월 23일 케임브리지 공자 루이가 태어나, 영국 왕위 계승 순위 서열 5위이다.

## 생애
해리 왕자는 1984년 9월 15일, 런던 세인트 메리 병원에서 찰스 왕세자와 다이애나 왕세자비의 차남으로 태어났다. 이미 장남이자 후계자인 윌리엄을 얻었기 때문에 딸을 간절하게 원했던 찰스는 또 아들이 태어나자 크게 실망하기는 했다. 하지만 나중에는 막내인 해리와 더 사이가 좋았고 더 예뻐해 주었다.
어린 시절, 형 윌리엄 왕자와 함께 많은 영국 국민들한테 큰 사랑을 받기도 했다. 영국 미남 순위에서 형 윌리엄 왕자의 뒤를 이어서, 2위를 차지하기도 했다. 커가면서 여러 사건사고 문제를 일으키며 영국 국민들한테 큰 실망을 줬지만, 영국에서 유명한 샌드허스트 육군사관학교라는 최고의 군사 교육 기관에 입학해서, 졸업한 후, 현재 영국 군사로서 성실하게 임무를 수행하는 모습은 많은 영국 국민들한테 큰 감동을 주고 있다. 해리 왕자는 크레시다 보나스라는 귀족 출신의 여자와 사귄 적이 있지만, 현재는 헤어졌다고 하는 기사도 있고, 언론의 추적을 피하기 위해서 잠시 헤어졌을 뿐이라는 기사도 있기 때문에 확실하지 않다. 그러나 일단 헤어지기는 한 것 같다.
그는 2002년 대마초를 피우는 바람에 예전에 마약 중독 치료를 받은 적이 있으며, 2012년 8월에는 미국 라스베이거스의 한 호텔에서 여자들과 옷 벗기 당구 게임을 하는 모습이 파파라치에게 찍히는 등 여러 문제를 일으킨 바 있다. 이에 따라, 할머니 엘리자베스 2세 여왕과 영국 왕실의 체면을 깎아먹고 있다는 평을 받는다.
2015년 1월 5일 소령진급 시험을 통과해, 영국 왕실 최초로 장성 계급을 달고 싶다는 포부를 밝히기도 했다. 그러나 왕실에서의 의무가 늘어남에 따라, 2015년 4월, 1개월간 호주군 파견 근무를 끝으로 2015년 6월 전역하였다. 2015년 2월, 엠마 왓슨과의 열애설에 이어 제니퍼 로렌스, 파파 미들턴과의 염문설이 터지다가 2016년 11월, 영국 왕실에서 미국의 배우 메건 마클과의 열애설을 공식으로 인정했다. 그리고 올해 5월에 엘리자베스 2세 여왕으로부터 약혼을 허락받았으며 해리의 형인 윌리엄과 형수 케이트도 두 사람의 결혼을 지지하고 있다. 2017년 11월 27일 결혼을 공식적으로 발표했다.
2018년 5월 19일 메건 마클과 세인트 조지 성당에서 결혼식을 올렸다. 2019년 5월과 2021년 6월에 각각 아들과 딸이 태어나며 두 아이의 아버지가 되었다. 2020년 1월 왕실로부터 독립을 선언한 후 캐나다로 건너갔다가, 같은 해에 미국 LA로 다시 이주하여 현재까지 그곳에서 거주하고 있다. 2023년 1월에 자서전을 출판하였다.

## 가족 관계
- 조부: 에든버러 공작 필립
- 조모: 엘리자베스 2세
  - 아버지: 찰스 3세
  - 어머니: 웨일스 공비 다이애나
    - 형: 웨일스 공 윌리엄
    - 배우자: 서식스 공작부인 메건
      - 아들: 서식스 공자 아치
      - 딸: 서식스 공녀 릴리벳

## 칭호와 호칭
그가 가지고 있는 작위는 다음과 같다. 모두 해리 왕자의 결혼식 때, 엘리자베스 2세가 수여하였다.
- 서식스 공작(2018년 5월 19일)
- 덤바턴 백작(2018년 5월 19일)
- 카일킬 남작(2018년 5월 19일)

그의 칭호 중 대표적인 것은 서식스 공작으로, 스코틀랜드를 제외한 전 세계에서 통용된다. 스코틀랜드에서는 서식스 공작 대신에 덤바턴 백작을 사용한다. 그의 호칭은 전하이다. 문서 등에 서술할 때는 흔히 약칭으로 HRH라 서술한다.
해리의 공식 칭호의 변천은 다음과 같다.
- 1984년 9월 15일~2018년 5월 19일 : 웨일스 공자 해리 전하(His Royal Highness Prince Henry of Wales)
- 2018년 5월 19일~: 서식스 공작 전하(His Royal Highness The Duke of Sussex)
  - 2018년 5월 19일~: 스코틀랜드에서는 덤바턴 백작 전하(His Royal Highness The Earl of Dumbarton)

| 웨일스 공자 해리의 휘장 (2002-2015) | 현재의 휘장 |

## 같이 보기
- 찰스 3세
- 웨일스 공작부인 다이애나
- 서식스 공작부인 메건
- 웨일스 공 윌리엄
- 엘리자베스 2세
- 에든버러 공작 필립
- 영국 왕비 커밀라
- 이튼 칼리지